# San Luis (Boal)
San Luis (oficialmente y en asturiano: San Llouguís) es una aldea perteneciente a la parroquia de Boal, en el concejo de Boal, comarca de Eo-Navia, Principado de Asturias, España.
Cuenta con una población de 11 habitantes (INE, 2013) y se encuentra a unos 470 m de altura sobre el nivel del mar. Está situado a unos 2 km de la capital del concejo, tomando desde esta la carretera regional AS-12 en dirección a Grandas de Salime.